# Pipra (Népal)
Pipra (en népalais : पिपरा) est un comité de développement villageois du Népal situé dans le district de Mahottari. Au recensement de 2011, il comptait 9 373 habitants.